# Hanna Petros
Hanna Petros (en siríaco: ܚܢܐ ܦܛܪܘܣ, en árabe: حنا بطرس‎) fue un compositor y académico de la comunidad asiria iraquí. Fue autor de numerosos libros y tratados sobre música oriental, maqams iraquíes e himnos siríacos. También fundó un famoso conservatorio en Bagdad.

## Vida
Hanna Petros era parte de la minoría étnica asiria, naciendo en una familia católica caldea de Mosul en 1896. Después de acabar escuela preparatoria, estudió música oriental con un oficial militar otomano en 1914–1918 y logró un empleo en la banda militar otomana en 1918. Posteriormente trabajó como instructor grupos scout en Mosul en 1921. En 1924 se le pidió componer música para el ejército iraquí.
En 1936 estableció el conservatorio de Bagdad que pronto se convirtió en escenario para músicos como Jamil Bashir y su hermano Munir Bashir. Şerif Muhiddin Targan fue más tarde nombrado decano y Hanna Petros mientras continuaba jugando una función importante en el conservatorio. Es en ese periodo cuando escribió la mayoría de sus libros. Además, a menudo aparecía en la radio nacional para interpretar sus obras musicales.
Hanna Petros murió de un ataque al corazón en 1958, y fue enterrado en el cementerio caldeo de Bagdad.

## Trabajos
Su principal foco fue la música oriental. Compuso e interpretó maqams iraquíes y música sacra siríaca. También dejado muchas obras literarias sobre musicología, destacado Principios de Teoría de Música y El Libro de los Himnos Nacionales.